# Teodora Angelina Paleolog
Teodora Angelina Paleolog (gr.) Θεοδώρα Άγγελίνα Παλαιολογίνα (XII/XIII w.) – matka córka cesarza bizantyńskiego Michała VIII Paleologa. 

## Życiorys
Jej mężem był Andronik Paleolog. Mieli czworo dzieci:
- Maria Paleolog, żona Nicefora Tarchanioty
- Irena Eulogia Paleologina, żona Jana Kantakuzena
- Michał VIII Paleolog
- Jan Paleolog